# Id (Unix)
id – polecenie systemów operacyjnych typu Unix oraz Linux, które wypisuje prawdziwe i używane numery UID i GID aktualnego użytkownika. W systemach używających oprogramowania GNU ten program jest w pakiecie GNU Coreutils.

## Przykład
```
$ id
uid=1000(user) gid=1000(user) grupy=4(adm),20(dialout),24(cdrom),25(floppy),29(audio),
30(dip),44(video),46(plugdev),106(lpadmin),110(scanner),112(admin),1000(user)
```